# De dömdas ö
De dömdas ö är en roman av den svenske författaren Stig Dagerman och kom ut första gången 1946. Boken handlar om fem skeppsbrutna män och två kvinnor som räddar sig till en ö utan mat och dricksvatten. I djungeln möter de olika skrämmande djur som hungriga ormar och rasslande ödlor. Några slukas, andra flyr till en säker död. Romanen har kallats "ett slott av skräck" för att mardrömsscener jagar varandra och är märkligt vackert skrivna.
De dömdas ö kan ses som en uppföljare till Dagermans debutroman Ormen eftersom samma tema, nämligen skräcken, genomsyrar de båda verken.
Språket var inspirerat av William Faulkner och symboliken av Franz Kafka.
De sista sextio sidorna skrev Dagerman under en natt i ett inspiratoriskt rus. De dömdas ö blev det underligaste som Dagerman producerat, på grund av att han inte tänkte då han skrev, utan "lät Gud göra det".
2010 utkom en ny utgåva med ett förord av nobelpristagaren J.M.G. Le Clézio.

## Tillkomst
Efter framgången med debutromanen Ormen hösten 1945 slutade Dagerman från nyåret 1946 sin anställning som kulturredaktör i tidningen Arbetaren för att ägna sig åt författarskapet på heltid. Den 9 januari skrev han kontrakt med Steinsviks förlag om en planerad roman med titeln Kampen om lejonet. Våren 1946 övertogs Steinsviks utgivning av Norstedts förlag och kontraktet på romanen överfördes till Norstedts. Arbetet med romanen fullbordades sommaren 1946 på Kymmendö där Dagerman hade bosatt sig med sin familj. Under denna tid bestämde sig Dagerman också för en ny titel på boken, De dömdas ö.
Dagerman skrev delar av romanen i ett inspiratoriskt rus. I ett brev berättade han att han inte tänkte när han skrev "utan lät Gud göra det". De sista 65 sidorna skrevs i ett svep från kvällen den 19 juli till förmiddagen den 20 juli, samma dag som manuskriptet skulle lämnas till förlaget. Werner Aspenström, som också bosatt sig på Kymmendö och bevittnade romanens tillkomst på nära håll, skildrade ett tjugotal år senare i boken Sommar (1968) förloppet: "En dag försvann Dagerman och återkom nästa, blek, slak, inåtvänt leende, efter att i ett sträck, under en sittning på fjorton timmar, utan sömn och sannolikt utan mat ha fullbordat sista delen av romanen, det bör i tryck ha blivit minst 60 sidor."

## Mottagande
De dömdas ö är Dagermans mest kontroversiella bok, den om vilken meningarna varit mest delade. Redan omdömena i recensionerna vid bokens utgivning sträckte sig från det starkt berömmande till det starkt nedvärderande. I stort sett fick dock boken ett gynnsamt mottagande då författarens obestridliga talang gärna erkändes även i de kritiska recensionerna. Invändningar gällde främst det översvallande bildspråket och monotona skräckskildringar.
Till de positiva hörde Karl Ragnar Gierow i Svenska Dagbladet som tyckte att boken var bättre än föregångaren, Dagermans debutroman Ormen. Han skrev bland annat "hela boken är som ett neurotiskt utbrott, en mardröm, full av hallucinatoriska fasor och skräcksymboler. Den spelar ett och samma tema på en och samma sträng; det är en olidlighet, som stegras och varieras men aldrig släpper. Likväl upphör boken inte att fängsla. Den är skriven med en frenesi i bildspråket, med en överraskande och ibland gripande inbillningskraft, som adlar det outhärdliga till dikt". Artur Lundkvist i Stockholms-Tidningen tyckte att romanen var "den fyrtiotalistiska prosans hittills märkligaste verk" och i en varmt lovordande recension i BLM beskrev Erik Lindegren den som "en högt begåvad diktares ungdomliga mästarprov...det fyrtiotalistiska problemkomplexets flygande fästning".
I förordet till utgåvan från 2010 kallade J.M.G. Le Clézio De dömdas ö för "en av nittonhundratalets märkligaste romaner" och jämförde den med Lautréamonts Maldorors sånger.

## Utgivning och översättningar
De dömdas ö utkom den 9 oktober 1946 på Norstedts förlag. Den har senare utgivits i nya upplagor 1955, 1967, 1981 (Stig Dagermans Samlade skrifter), 1991 och 2010. Den finns som e-bok i Litteraturbanken.
Översättningar av romanen är utgivna i Frankrike (L'ile des condamnés, 1972, 1987 och 2000), i Brasilien (A ilha dos condenados), i Italien (L'isola dei condannati, 1985), i Holland (Het eiland der verdoemden, 1986), i  Tyskland (Die Insel der Verdammten, 1987), i Portugal (A ilha dos condenados, 1990), i England (Island of the Doomed, 1991) och i Ungern (Akik az üvegtengernél énekelnek, 2007).

## Digitaliserad utgåva
- De dömdas ö. Stockholm: Norstedt. 1946. Libris 8tk0clkd6lt1r8j9. https://gupea.ub.gu.se/2077/84601